# Dwór w Dębogórze
Dwór w Dębogórze – zabytkowy dwór we wsi Dębogóra, w powiecie czarnkowsko-trzcianeckim, w województwie wielkopolskim.
Dwór należy do zespołu dworskiego z przełomu XVIII i XIX wieku. Został zbudowany w stylu neoklasycystycznym. Budynek piętrowy, murowany z cegły oraz kamienia. Położony na niewielkim wzniesieniu, na skraju Puszczy Noteckiej.
Przy dworze znajduje się zabytkowy park z dobrze zachowanym drzewostanem, a także zespół folwarczny.